# Надиевка (Херсонская область)
Надиевка (укр. Надіївка; до 2025 года — Надеждовка) — село в Белозёрской поселковой общине Херсонского района Херсонской области Украины.
Почтовый индекс — 75015. Телефонный код — 5547. Код КОАТУУ — 6520380701.

## Население
Население по переписи 2001 года составляло 1151 человек.

### Языковой состав
Родной язык населения по данным переписи 2001 года:
| Язык       | Численность, чел. | Доля     |
| ---------- | ----------------- | -------- |
| Украинский | 1 039             | 90,27 %  |
| Русский    | 94                | 8,17 %   |
| Другое     | 18                | 1,56 %   |
| Итого      | 1 151             | 100,00 % |

## История
Впервые Надеждовка была обозначена на карте 1865 года картографом Стрельбицкий Иваном Афанасьевичем. По непроверенным источникам первое название села — Волосивка.

## Местный совет
75015, Херсонская обл., Белозёрский р-н, с. Надеждовка, ул. Центральная, 35